# Salix jamesensis
Salix jamesensis är en videväxtart som beskrevs av Ernest Lepage. Salix jamesensis ingår i släktet viden, och familjen videväxter. Inga underarter finns listade i Catalogue of Life.